# Sonnentanz

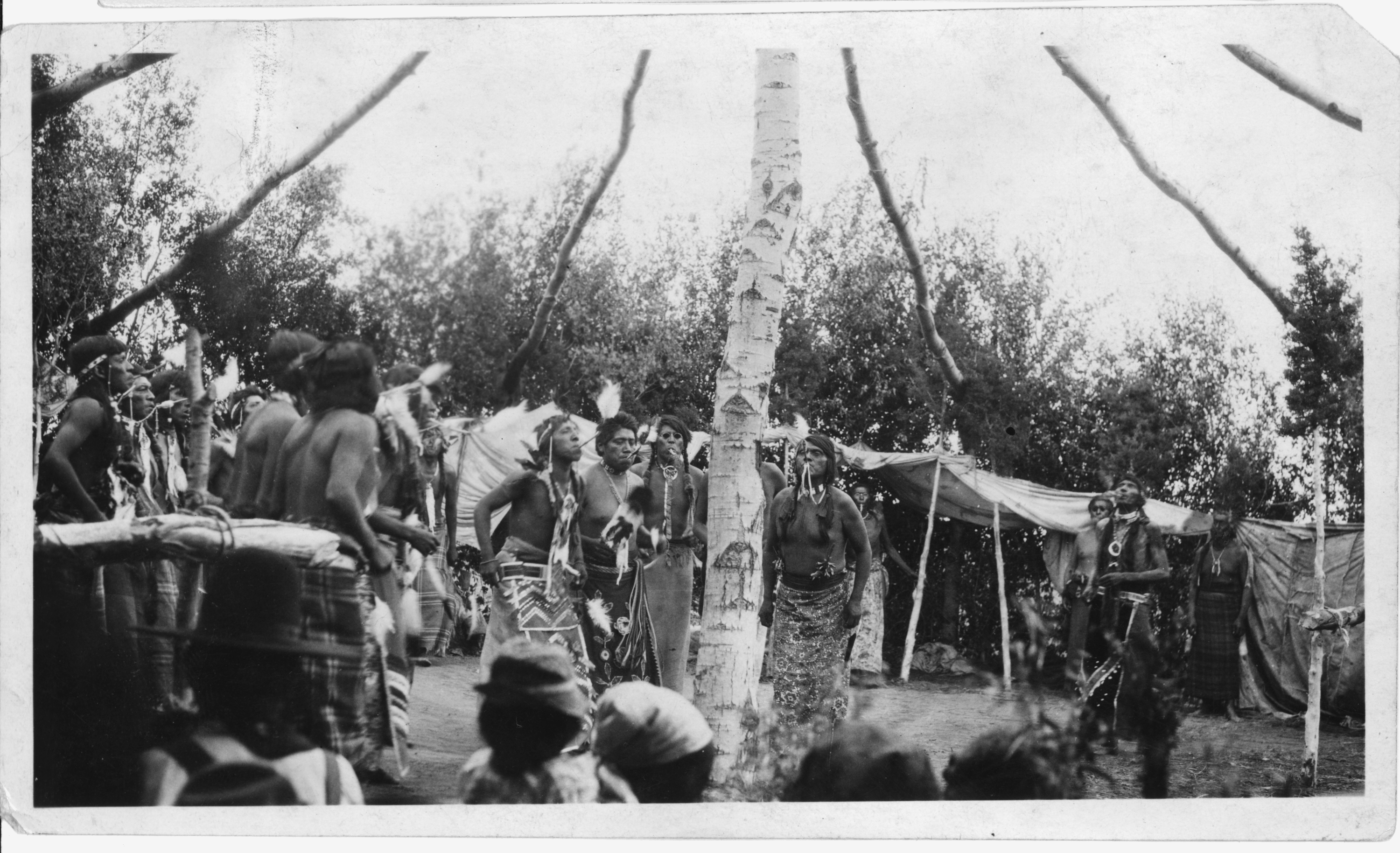
Sonnentanz der Shoshonen, ca. 1925

Als Sonnentanz werden religiöse Zeremonien verschiedener Indianervölker der nordamerikanischen Prärien und Plains bezeichnet.

## Beschreibung
Sonnentänze fanden in der Regel im Sommer statt und standen meist mit saisonalen Ereignissen wie der jährlichen Jagd auf Bisons oder der Reifung von Feldfrüchten in Verbindung. In Oklahoma war der Sonnentanz einer der Höhepunkte der sommerlichen Zusammenkünfte der Cheyenne, Ponca und Kiowa. Angehörige der südlichen Arapaho zogen nach Norden, um das Ritual gemeinsam mit ihren nördlichen Verwandten abzuhalten.
Je nach Volk wurden unterschiedliche Formen der Ausführung beschrieben. Der Ethnologe George A. Dorsey beschrieb ein Ritual der Ponca, das er 1902 beobachtet hatte. Dabei wurde zeremoniell ein Baum gefällt und im Lager in einer nach oben offenen Laube aufgestellt. Die Spitze des Baumes wurde mit einem symbolischen Nest des Donnervogels geschmückt. Dies bildete den Mittelpunkt des viertägigen Rituals, bei dem die Teilnehmer unter den Augen des versammelten Volks unter großen Strapazen und körperlichen Entbehrungen fasteten, beteten und tanzten. Die Körper der Tänzer waren dabei gelb bemalt, sie trugen Bänder mit Krähen- oder Falkenfedern und hielten aus Salbei geflochtene Kränze in der Hand. Am letzten Tag bohrten sie sich Holzspieße durch die Haut am Oberkörper und verbanden diese mit Lederschnüren mit dem Baum. Dann tanzten sie, den Blick auf das Nest gerichtet, um den Baum.
Bei den Cheyenne war der Sonnentanz mit dem Ritual der Erneuerung der Heiligen Pfeile oder „Medizinpfeile“ verbunden. Der Sonnentanz war dabei eine Zeremonie der Erneuerung der Welt, bei der die Indigenen für das Wohlergehen ihres Volks und seiner Jagdbeute betete. Männer mit aufwendigen Körperbemalungen tanzten und fasteten vier Tage lang. Neulinge wurden dabei von Tänzern, die bereits vier Sonnentänze absolviert hatten, in der korrekten Ausführung des Rituals unterwiesen. Bei den Kiowa konnte ein einzelner Tänzer etwa nach einer Vision einen Sonnentanz ausführen. Häufiges Motiv war die Visionssuche. Dabei tanzte der Tänzer vier Tage fastend, ohne Trinkwasser und unter großen körperlichen Strapazen um einen Baumstamm, an dessen Spitze ein Büffelschädel befestigt war. Dieses Ritual wurde schon seit 1860 durchgeführt und sollte dem Erhalt des Stammes und der Bisonherden dienen.

## Geschichte
Das Ritual verbreitete sich ab 1800 in den Great Plains. Gegen Ende des 19. Jahrhunderts unternahm die Regierung der Vereinigten Staaten Versuche, das Ritual zu verbieten und die Durchführung zu verhindern. Die ablehnende Haltung stützte sich auf verschiedene Berichte von Missionaren und Indianerbeauftragten, so zum Beispiel auf den Jahresbericht des Board of Indian Commissioners für das Jahr 1900. Darin war von „barbarischen Festen und Zeremonien“ die Rede, die nach christlichen Maßstäben „abscheulich“ seien, der Wirtschaft schadeten und den Wert des Landes senkten.
Sonnentänze wurden jedoch teilweise im Untergrund weitergeführt oder durch andere, ähnliche Rituale ersetzt. 1890 brachen die Kiowa einen Sonnentanz ab, als Patrouillen der US-Armee in der Gegend vermutet wurden. Die Ponca führten den letzten Sonnentanz 1908 durch. Mit dem Rundschreiben Nr. 2970 („Indian Religious Freedom and Indian Culture“) durch John Collier, Commissioner of Indian Affairs von 1933–1945, trat ab 1934 eine Liberalisierung ein. Darin wird erklärt: „Einmischungen in das religiöse Leben und die zeremoniellen Ausdrucksformen der Indianer werden nicht mehr geduldet. Die kulturelle Freiheit der Indianer ist in jeder Hinsicht jeder nicht-indianischen Gruppe gleichgestellt.“ Daraufhin wurden wieder traditionelle Sonnentänze abgehalten. Eine völlige rechtliche Gleichstellung wurde jedoch erst 1978 durch das Bundesgesetz American Indian Religious Freedom Act geschaffen.
Wie andere indianische Rituale ist auch der Sonnentanz Gegenstand kultureller Aneignung und Entfremdung durch indigene und nicht-indigene Personen und Gruppen, häufig zum Zweck kommerzieller Ausbeutung, geworden. Dies stößt bei Vertretern der indigenen nordamerikanischen Spiritualität auf scharfe Ablehnung. Bereits 1993 gaben 500 Repräsentanten indigener Gruppen, überwiegend der Lakota, Nakota und Dakota, eine symbolische Kriegserklärung gegen die Ausbeutung der Lakota-Spiritualität ab. Darin verurteilten sie die Kommerzialisierung von Zeremonien durch „pseudo-indianische Scharlatane und New-Age-Möchtegerne“ (siehe auch „Plastikschamane“). 2003 verkündeten Medizinleute verschiedener Nationen, so der Arapaho, Cheyenne, Cree, Sioux, unter der Leitung von Arvol Looking Horse den Beschluss, Nichtindianer von heiligen Riten einschließlich des Sonnentanzes auszuschließen.